# Piotr Masłowski
Piotr Masłowski (* 20. Februar 1988 in Płock) ist ein polnischer Handballspieler und Handballtrainer.

## Karriere

### Verein
Piotr Masłowski lernte das Handballspielen bei Wisła Płock. Mit der Männermannschaft spielte er ab 2007 in der polnischen Superliga, die er 2008 gewann. 2009 wechselte der 1,90 m große mittlere Rückraumspieler zum Ligakonkurrenten Piotrkowianin Piotrków Trybunalski. Ab 2011 stand er bei KS Azoty-Puławy unter Vertrag. International nahm er mehrfach am EHF Challenge Cup und am EHF-Pokal teil. Seit 2019 spielt er für den belgischen Verein HC Atomix, bei dem er seit 2020 auch als Assistenztrainer fungiert.

### Nationalmannschaft
Mit der polnischen Nationalmannschaft gewann Masłowski bei der Weltmeisterschaft 2015 die Bronzemedaille. Für diesen Erfolg erhielt er das Verdienstkreuz der Republik Polen in Bronze. Bei der Europameisterschaft 2016 wurde er vor dem letzten Spiel nachnominiert und belegte mit dem Team den 7. Platz. Insgesamt bestritt er 34 Länderspiele, in denen er 25 Tore erzielte.